# Calliaster childreni
Calliaster childreni is een zeester uit de familie Goniasteridae.
De wetenschappelijke naam van de soort werd in 1840 gepubliceerd door John Edward Gray.